# Prêmio Marcel Benoist
O Prêmio Marcel Benoist (em alemão:  Marcel-Benoist-Preis) é um prêmio de ciência da Suíça.
É concedido anualmente pela Fundação Marcel Benoist a cientistas estabelecidos na Suíça. De acordo com o testamento de Marcel Benoist, o prêmio deve ser concedido ao pesquisador que "durante o ano inventou, descobriu ou estudou algo cientificamente útil e especificamente de significância para o ser humano".

## Laureados
- 1920 Maurice Arthus (1862–1945), imunologista (Universidade de Lausanne)
- 1921 Conrad Brunner (1859–1927), cirurgião (Universidade de Zurique)
- 1922 Paul Karrer (1889–1971), químico (Universidade de Zurique)
- 1923 Albert Heim (1849–1937), geólogo (Universidade de Zurique)
- 1924 Heinrich Zangger (1874–1957), toxicólogo (Universidade de Zurique)
- 1925 Alfred Gysi (1865–1957), odontologista (Universidade de Zurique)
- 1926 Emile Argand (1879–1940), geólogo (Universidade de Neuchâtel)
- 1927 Hermann Sahli (1856–1933), médico (Universidade de Berna)
- 1928 Jules Gonin (1870–1935), oftalmologista (Universidade de Lausana)
- 1929 Paul Niggli (1888–1953), geólogo (Instituto Federal de Tecnologia de Zurique)
- 1930 Aloys Müller (1892–1979), fisiólogo (Universidade de Friburgo)
- 1931 Walter Rudolf Hess (1881–1973), neurologista (Universidade de Zurique)
- 1932 Maurice Lugeon (1870–1953), geólogo (Universidade de Lausana)
- 1933 Robert Doerr (1871–1952), virologista (Universidade de Basileia)
- 1934 Max Askanazy (1865–1940), oncologista (Universidade de Genebra)
- 1935 Jakob Eugster (1891–1974), médico (Universidade de Zurique)
- 1936 Alfredo Vannotti (1907–2002), médico (Universidade de Lausana)
- 1937 Charles Dhéré (1876–1955), bioquímico (Universidade de Friburgo)
- 1938 Lavoslav Ružička (1887–1976), químico (Instituto Federal de Tecnologia de Zurique)
- 1939 Fritz Baltzer (1884–1974), biólogo (Universidade de Berna)
- 1940 Friedrich Traugott Wahlen (1899–1985), agrônomo (Eidgenössisches Kriegsernährungsamt)
- 1941 Hermann Mooser (1891–1971), médico (Universidade de Zurique)
- 1942 Arthur Stoll (1887–1971), químico (Sandoz AG)
- 1943 Paul Scherrer (1890–1969), físico (Instituto Federal de Tecnologia de Zurique)
- 1944 Robert Matthey (1900–1982), biólogo (Universidade de Lausana)
- 1945 Ernst A. Gäumann (1893–1963), botânico (Instituto Federal de Tecnologia de Zurique)
- 1946 Alexander von Muralt (1903–1990), fisiólogo (Universidade de Berna)
- 1947 Tadeus Reichstein (1897–1996), químico (Universidade de Basileia)
- 1948 Hans E. Walther (1883–1953), oncologista (Universidade de Zurique)
- 1949 Albert Frey-Wyssling (1900–1988), botânico (Instituto Federal de Tecnologia de Zurique)
- 1950 Emile Guyénot (1885–1963), biólogo (Universidade de Genebra)
- 1951 Anton Fonio (1881–1968), hematólogista (Universidade de Berna)
- 1952 Otto Gsell (1902–1990), médico (Universidade de Basileia)
- 1953 Alfred Fleisch (1892–1973), fisiólogo (Universidade de Lausana)
- 1954 Ernst Hadorn (1902–1976), biólogo (Universidade de Zurique)
- 1955 Max Holzmann (1899–1994), cardiologista (Universidade de Zurique)
- 1956 Siegfried Rosin (1913–1976), hematólogista (Universidade de Berna)
- 1957 Jakob Seiler (1886–1970), biólogo (Instituto Federal de Tecnologia de Zurique)
- 1958 Klaus Clusius (1903–1963), químico (Universidade de Zurique)
- 1959 Albert Wettstein (1907–1974), químico (Ciba AG)
- 1960 Pierre Duchosal (1905–1988), cardiologista (Universidade de Genebra)
- 1961 Werner Kuhn (1899–1963), químico (Universidade de Basileia)
- 1962 Alfred Hässig (1921–1999), hematólogista (Universidade de Berna)
- 1963 Gerold Schwarzenbach (1904–1978), químico (Instituto Federal de Tecnologia de Zurique)
- 1964 Vladimir Prelog (1906–1998), químico (Instituto Federal de Tecnologia de Zurique)
- 1965 Georges de Rahm (1903–1990), matemático (Universidade de Lausana)
- 1966 Edouard Kellenberger (1920–2004), biofísico (Universidade de Genebra) e Alfred Tissières (1917–2003), bioquímico (Universidade de Genebra)
- 1967 Kurt Mühlethaler (1919–2002), botânico (Instituto Federal de Tecnologia de Zurique) e Hans J. Moor (* 1933), botânico (Instituto Federal de Tecnologia de Zurique)
- 1968 Michel Dolivo (* 1921), neurobiólogo (Universidade de Lausana)
- 1969 Walter Heitler (1904–1981), físico (Universidade de Zurique)
- 1970 Charles Weissmann (* 1931), bioquímico (Universidade de Zurique)
- 1971 Manfred Bleuler (1903–1994), psiquiatra (Universidade de Zurique)
- 1972 Albert Eschenmoser (* 1925), químico (Instituto Federal de Tecnologia de Zurique)
- 1973 Lucien Girardier (* 1929), fisiólogo (Universidade de Genebra) e Eric Jéquier (* 1937), fisiólogo (Universidade de Lausana) e Georges Spinnler (* 1931), engenheiro (ETH Lausana)
- 1974 Ewald Weibel (* 1929), anatomista (Universidade de Berna)
- 1975 Gazi Yaşargil (* 1925), cirurgião (Universidade de Zurique)
- 1976 Theodor K. Brunner (* 1918), imunologista (Universidade de Lausana) e Jean Charles Cerottini (* 1938), imunologista (Universidade de Lausana) e Jean Lindenmann (* 1924), virologista (Universidade de Zurique)
- 1977 Hans Günthard (1916–2006), químico (Instituto Federal de Tecnologia de Zurique), Edgar Heilbronner (1921–2006), químico (Universidade de Basileia)
- 1978 Niels Jerne (1911–1994), imunologista (Basel Institute for Immunology)
- 1979 Michel Cuénod (* 1933), neurobiólogo (Universidade de Zurique)
- 1980 Hans Kummer (1930–2013), biólogo (Universidade de Zurique)
- 1981 Karl Illmensee (* 1939), biólogo (Universidade de Genebra)
- 1982 Franz Fankhauser (* 1924), oftalmologista (Universidade de Berna)
- 1983 Hans R. Brunner (* 1937), médico (Universidade de Lausana)
- 1984 Harald Reuter (* 1934), farmacologista (Universidade de Berna)
- 1985 Richard Robert Ernst (* 1933), químico (Instituto Federal de Tecnologia de Zurique)
- 1986 Johannes Georg Bednorz (* 1950), físico (IBM-Forschungslaboratorium) e Karl Alexander Müller (* 1927), físico (IBM-Forschungslaboratorium)
- 1987 Maurice E. Müller (1918–2009), cirurgião (Universidade de Berna) e Martin Allgöwer (1917–2007), Chirurg (Universidade de Basileia) e Hans R. Willenegger (1910–1998) cirurgião (Universidade de Basileia)
- 1988 Ulrich Laemmli (* 1940), biofísico (Universidade de Genebra)
- 1989 Niklaus Wirth (* 1934), informático (Instituto Federal de Tecnologia de Zurique)
- 1990 Bruno Messerli (* 1931), geógrafo (Universidade de Berna), e Hans Oeschger (1927–1998), geofísico (Universidade de Berna), e Werner Stumm (1924–1999), ecologista (Instituto Federal de Tecnologia de Zurique)
- 1991 Duilio Arigoni (* 1928), bioquímico (Instituto Federal de Tecnologia de Zurique), e Kurt Wüthrich (* 1938), biofísico (Instituto Federal de Tecnologia de Zurique)
- 1992 Gottfried Schatz (* 1936), bioquímico (Universidade de Basileia)
- 1993 kein Preis vergeben
- 1994 Martin Schwab (* 1949), neurobiólogo (Universidade de Zurique)
- 1995 Henri Isliker (1922–2007), imunologista (Universidade de Lausana), e Alfred Pletscher (1917–2006), Pharmakologe (Universidade de Basileia)
- 1996 Bernard Rossier (* 1941), farmacologista (Universidade de Lausana)
- 1997 Jürg Fröhlich (* 1946), físico (Instituto Federal de Tecnologia de Zurique)
- 1998 Michel Mayor (* 1942), astrônomo (Universidade de Genebra)
- 1999 Jörg Paul Müller (* 1938), jurista (Universidade de Berna), e Luzius Wildhaber (* 1937), jurista (Universidade de Basileia)
- 2000 Dieter Seebach (* 1937), químico (Instituto Federal de Tecnologia de Zurique)
- 2001 Ruedi Imbach (* 1946), historiador (Universidade de Friburgo)
- 2002 Rüdiger Wehner (* 1940), zoólogo (Universidade de Zurique)
- 2003 Denis Duboule (* 1955), biólogo (Universidade de Genebra)
- 2004 Adriano Aguzzi (* 1960), neuropatologista (Universidade de Zurique)
- 2005 Othmar Keel (* 1937), historiador da religião (Universidade de Friburgo)
- 2006 Timothy J. Richmond (* 1948), biólogo molecular (Instituto Federal de Tecnologia de Zurique)
- 2007 Ari Helenius (* 1944), bioquímico (Instituto Federal de Tecnologia de Zurique)
- 2008 Ernst Fehr (* 1956), economista (Universidade de Zurique)
- 2009 Françoise Gisou van der Goot (* 1964), microbiologista (Instituto Federal de Tecnologia de Lausana)
- 2010 Daniel Loss[1] (* 1958), físico (Universidade de Basileia)
- 2011 Michele Parrinello[2] (* 1945), físico (Instituto Federal de Tecnologia de Zurique)
- 2012 Michael Nip Halll (* 1953), biólogo molecular (Universidade de Basileia)
- 2013: Michael Grätzel (* 1944), químico (Instituto Federal de Tecnologia de Lausana)
- 2014: Nicolas Gisin (* 1952), físico (Universidade de Genebra)
- 2015: Laurent Keller (* 1961), biologia evolutiva (Universidade de Lausanne)
- 2016: Johan Auwerx (* 1958), pesquisa em nutrição (Instituto Federal de Tecnologia de Zurique)